# Маркович Дмитро Васильович
Дмитро́ Васи́льович Маркович (26 жовтня (7 листопада) 1848, Полтава — 9 грудня 1920, Вінниця) — український громадський і державний діяч, правник, письменник.

## Біографія
Народився у Полтаві в сім'ї офіцера Корпусу лісничих, дитинство провів у селі Локотки Глухівського повіту, навчання почав у Новгород-Сіверській гімназії.
1862 року сім'я переїхала до Вологди («волею судеб», як писав Маркович), де він продовжив навчання в гімназії. Деякий час був вільним слухачем медичного факультету Київського університету.
1868 року Марковичу вдається вступити до Новоросійського університету (факультет права) в Одесі.
З 1873 року працював судовим слідчим суддею в Україні, Бессарабії і у Варшаві. З початку 1900-х рр. жив на Волині — у невеликому маєтку в с. Михалківцях Острозького повіту, де намагався допомагати селянам боротися з нуждою, займався також хліборобською справою; і Поділлі.
Літературну діяльність розпочав на межі 1870—1880 років оповіданнями російською мовою (псевдоніми Волиняк, Гайдабура, Марківчанин, Оленин). Перше з українських оповідань — «Невдалиця» — написав 1883 року. Це період активної українофільської діяльності з Олександром і Софією Русовими, Феофаном Василевським, Олександром Волошиновим, Іваном Тобілевичем, Андрієм Грабенком. О.Русов, О.Волошинов, Т.Василевський були арештовані, втручання Марковича полегшило їх долю — ціною внесених грошей було забезпечено звільнення в'язнів з тюрми. З початку 1885 року єлисаветградські просвітники перебувають на засланні в Херсоні, сюди ж переводять на роботу і Д.Марковича — помічником губернського прокурора.
Входив до складу Херсонського українського гуртка, який став початком систематичної української просвітницької роботи на Херсонщині. Українськими оповіданнями дебютував (разом зі своєю дружиною Є. І. Маркович) в альманасі «Степ» (Херсон, 1886; вийшов у Петербурзі), упорядкованому ним разом з дружиною О. Маркович. Написав близько 20 оповідань, одну комедію, два спогади. Автор збірника оповідань «По степах та хуторах» (1898, 1908), а в 1918-19 побачили світ «Твори» (т. 1-2, 1918-19).
В часі революційних подій 1905 року Маркович брав участь у діяльності конституційно-демократичної партії, навіть впливав на вибори в місті Острозі. У 1913 переїхав до Вінниці, з 1915 року він працював у справі об'єднання усіх кредитних та ощадно-позичкових товариств Поділля в єдиний губернський центр «Подільський Союз кредитових та ощадно-позичкових товариств» під скороченою назвою «Подільський Союз-Банк». 1 листопада 1915 року Марковича обрано головою правління.
Був членом Товариства Українських Поступовців, з 1917 редагував у Вінниці тижневик «Подільська Воля». Текст III Універсалу Центральної Ради (листопад 1917 р.), яким було проголошено УНР, у Вінниці в міському театрі озвучив Д. В. Маркович. Від імені Губернської української ради він виголосив його чотирма мовами і закликав радних підтримати цей історичний документ, що й було виконано. Д. В. Маркович став одним з найпопулярніших громадських і політичних лідерів на Вінниччині. В період Української Центральної Ради  — з 29 квітня 1918 генеральний прокурор, за Гетьманату з липня — член сенату.
З 13 лютого по квітень 1919 був міністром юстиції УНР в уряді Сергія Остапенка. За короткий термін новий міністр юстиції провів чистку судового та прокурорського апарату на підпорядкованих УНР територіях, укріпив склад міністерства, своїм радником і виконуючим обов'язки товариша міністра юстиції запросив А. М. Лівицького. Була прийнята низка важливих рішень та законопроєктів, зокрема положення про єврейське громадське самоврядування, державні акти щодо надання матеріальної допомоги батькам загиблих козаків та постраждалим від більшовицького терору.
Сім місяців 1919 року Д. В. Маркович перебував у контрольованій більшовиками, а згодом денікінцями, Одесі під домашнім арештом. Утікши звідти, повернувся до Вінниці. Був деякий час у Кам'янці-Подільському, вернувся до Вінниці, яку в січні 1920 захопили більшовики, де знову потрапив під їхній контроль. Перед самою смертю письменника його рукописи було конфісковано.
Помер у Вінниці.

## Вшанування пам'яті

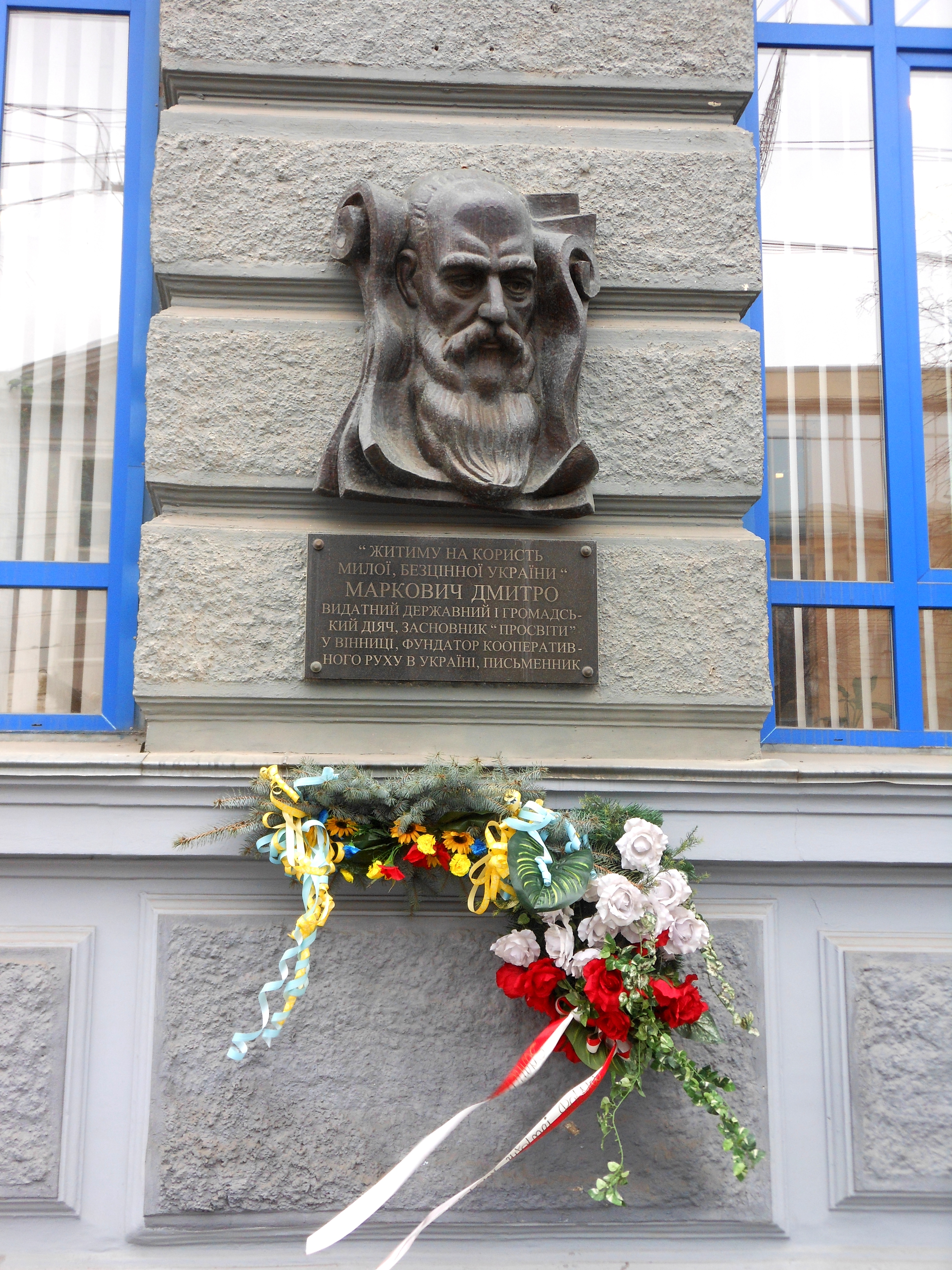
Пам'ятна стела Д.Марковичу у м. Вінниця

- У Вінниці та Дніпрі на його честь названо вулиці.
- У Вінниці також є Провулок Дмитра Марковича.
- У Херсоні на його честь названа вулиця.